# Cantal (fromage)
Pour les articles homonymes, voir Cantal.
Le cantal, ou fourme de Cantal, est un fromage français à pâte pressée non cuite, originaire du Massif central et fabriqué à partir de lait cru de vache ou pasteurisé. L'appellation d'origine de cette fourme est préservée par une AOC en France et par une AOP au niveau européen. 400 litres de lait sont nécessaires à la confection d’une fourme de 40 kg. Il tient son appellation du massif dont il est originaire.
Le lait caillé et pressé s'appelle la tomme (ou tome) de cantal. Cette tome une fois brisée et salée, est mise en moule, et de nouveau pressée. C'est ainsi que sont réalisées les fourmes de Cantal. La tome fraîche peut aussi servir à préparer la truffade.
Sa meilleure période de consommation s'étend de mai à janvier.

## Le territoire de production
Le fromage de cantal est produit sur les herbages d'un territoire couvrant l'intégralité du département du Cantal, débordant sur 8 communes du nord de l'Aveyron (Carladez), 23 communes du Puy-de-Dôme, 7 communes de l'est de la Corrèze et 1 commune de la Haute-Loire.

## L’histoire
Officiellement, il porte ce nom dès 1298. Il était produit dans des Burons avec le lait des vache de Salers[réf. nécessaire] qui étaient conduites chaque printemps à l'estive dans les pâturages se trouvant autour du Plomb du Cantal[réf. nécessaire].

### Les premiers écrits de Pline
De nombreuses références historiques établissent la très longue histoire du cantal. Pline l’Ancien, dans le livre XI de son Histoire naturelle note que le fromage le plus estimé à Rome était celui du « Pays de Gabalès et du Gévaudan ». Au VIe siècle, Grégoire de Tours dans son Histoire de France signale que les toiles à fromage étaient lavées dans le Lac des Salhiens et parle de « formes » devenues plus tard « fourmes ».

### Diderot

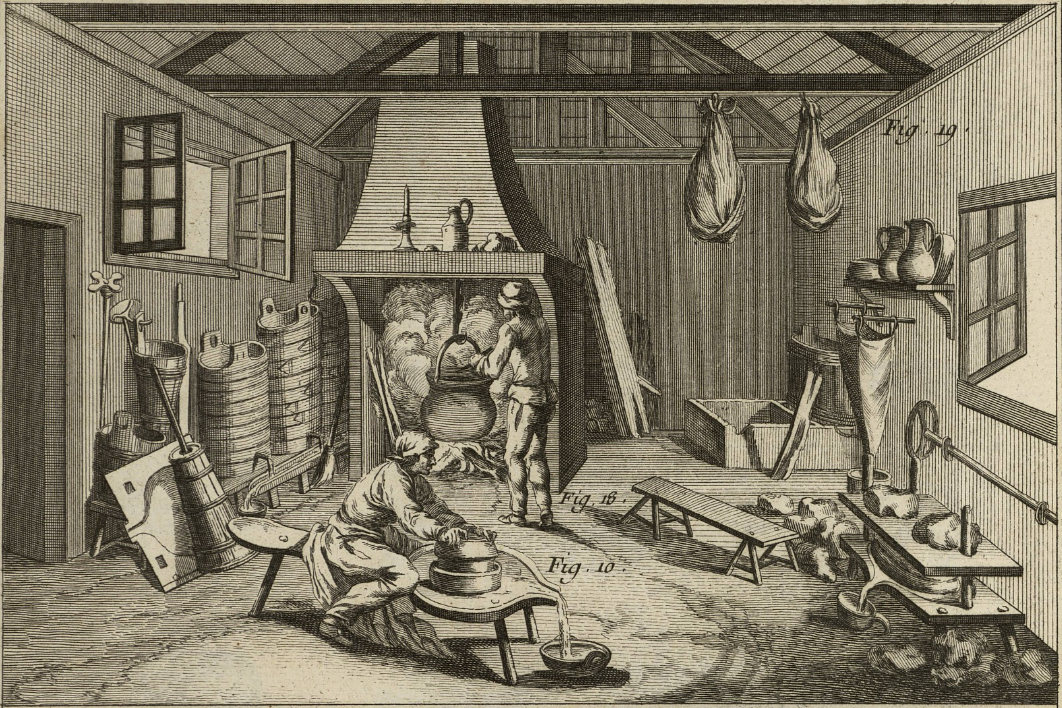
Planche de l’Encyclopédie.

Au XVIIIe siècle, le sixième volume du recueil de planches de l’Encyclopédie d’Alembert et de Diderot décrit la fabrication du cantal, illustrée par une planche gravée où figurent tous les instruments nécessaires à cette fabrication.

### Émile Duclaux
Les techniques ont évolué entre 1890 et 1900. Émile Duclaux, disciple de Pasteur, qui possédait une propriété à Marmanhac dans le département du Cantal, a largement contribué au développement de l’économie fromagère du Cantal en décrivant la fabrication du cantal dans un traité resté célèbre, daté de 1893, intitulé Principe de laiterie.  Les premières laiteries industrielles ne virent le jour qu’en 1910. Le 17 mai 1956, le cantal se voit décerner, par un jugement du Tribunal Civil de Saint-Flour, l’Appellation d’origine contrôlée cantal ou fourme de cantal en application de la loi du 6 mai 1919.
À cette époque, 1 500 producteurs fermiers fabriquaient 8 000 tonnes de cantal. En suivant les évolutions du monde agricole, d’une fabrication fermière, la production s’est regroupée dans les coopératives, puis au milieu du XXe siècle, sont apparues les productions plus « industrielles » concentrant de gros tonnages.

## L’élevage
La zone de production du lait communément appelée le « Pays vert » s’étend sur près de 600 000 hectares au cœur de la Haute Auvergne. L’eau est présente en abondance et la nature des sols, riches en acide phosphorique, en potasse et en magnésie, favorise la pousse de l’herbe. Aujourd’hui à travers le nouveau décret AOC cantal, les éleveurs doivent s’engager à respecter ces critères patrimoniaux. Ainsi, à partir du 31 décembre 2009 le lait mis en œuvre pour la fabrication du fromage provient d’exploitations dont la superficie est au minimum égale à un hectare de surface agricole utile par vache. L’élevage hors sol du troupeau laitier est interdit. 
Comme pour certains salers, et contrairement au laguiole, le lait transformé en cantal provient de n'importe quelle race de vache.

## Fabrication
Le cantal est un fromage au lait de vache à pâte pressée et non cuite. Les fromages cantal ou fourme cantal se présentent sous la forme caractéristique d’un cylindre d’un poids de 35 à 45 kilogrammes, fabriqués dans des moules d’un diamètre de 36 à 42 centimètres. Pour obtenir l’appellation cantal, les fourmes doivent afficher un minimum de 30 jours d’affinage. Il s’agit alors d’un cantal dit « jeune ». On trouve également deux autres catégories de cantal affiné, « l’entre-deux » : durée d'affinage entre 90 et 210 jours ; et le « vieux » : la durée d’affinage est alors de 240 jours minimum.
La fabrication d’un cantal nécessite 33 heures ; les différentes étapes de la fabrication sont :
- emprésurage/coagulation : température du lait entre 30 et 34 °C ;
- découpage et brassage : jusqu’à obtention d’un grain de caillé d’une taille comprise entre un grain de blé et un grain de maïs ;
- égouttage, premier pressage : passage du caillé au presse-tome pour obtenir la tome ;
- maturation tome : durée dix heures minimum ;
- broyage/salage : temps d’attente d'une heure au minimum ;
- moulage : en couches successives avec tassage manuel ou mécanique ;
- deuxième pressage : temps minimum douze heures pour un petit cantal, 18 heures pour un cantal avec un pressage progressif ;
- démoulage : départ pour l’affinage.

Le schéma de fabrication détermine la « recette type ».
Le lait peut être utilisé cru ou traité thermiquement.

## L’affinage
Le fromage sort de la fromagerie pour entrer dans la cave d’affinage. Il y reste au strict minimum 30 jours pour obtenir le droit à l’Appellation d'origine contrôlée, mais aussi et surtout pour avoir le temps de commencer à acquérir sa texture et à exprimer ses saveurs. 
Le maître affineur retourne régulièrement le fromage durant l'affinage, il le frotte et contrôle son vieillissement dans des caves, dont la température est comprise entre 6 et 12 °C et à une hygrométrie à 95 % minimum.
Au fil des mois, la pâte, ferme, de couleur ivoire à jaune foncé, souple pour les fromages les plus jeunes, peut devenir légèrement friable pour les plus affinés. Elle est enrobée d’une croûte évolutive : d’abord de couleur gris-blanc, puis dorée et enfin brune pouvant être parsemée de boutons de couleur ocre à brune. 

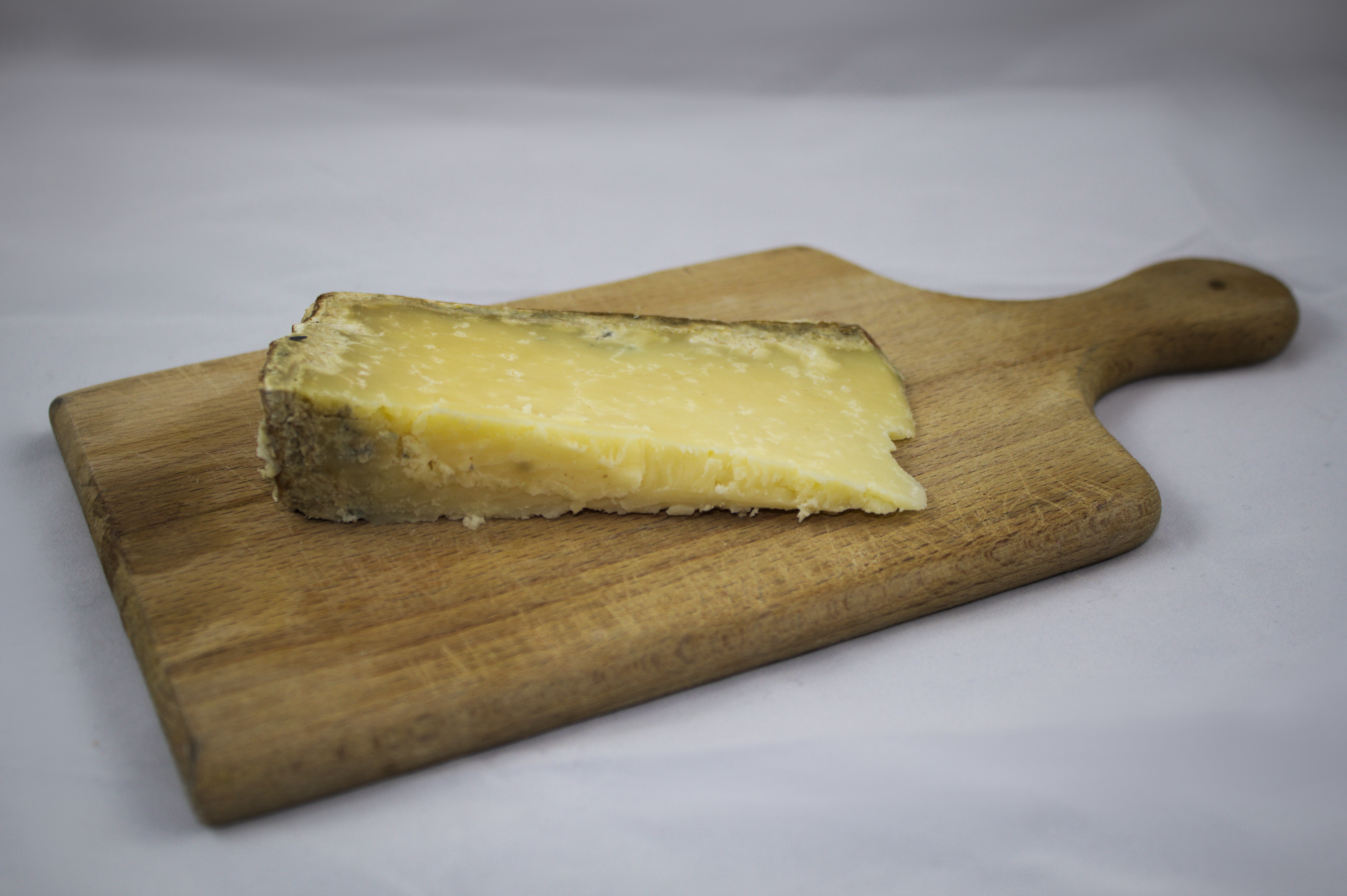
Cantal vieux au lait cru

La durée d'affinage varie selon le type de Cantal :
- Cantal jeune : 30 à 60 jours,
- Cantal entre-deux : 90 à 210 jours,
- Cantal vieux : 240 jours minimum.

La mention « Fabrication fermière » ou « Fromage fermier » ou « Ferme de … » ou toute autre indication laissant entendre une origine fermière du fromage est réservée aux producteurs fermiers transformant le lait produit sur leur exploitation. Le fromage de fabrication fermière collecté et affiné par un affineur peut également comporter cette mention.